# U
U je 21. písmeno latinské abecedy.

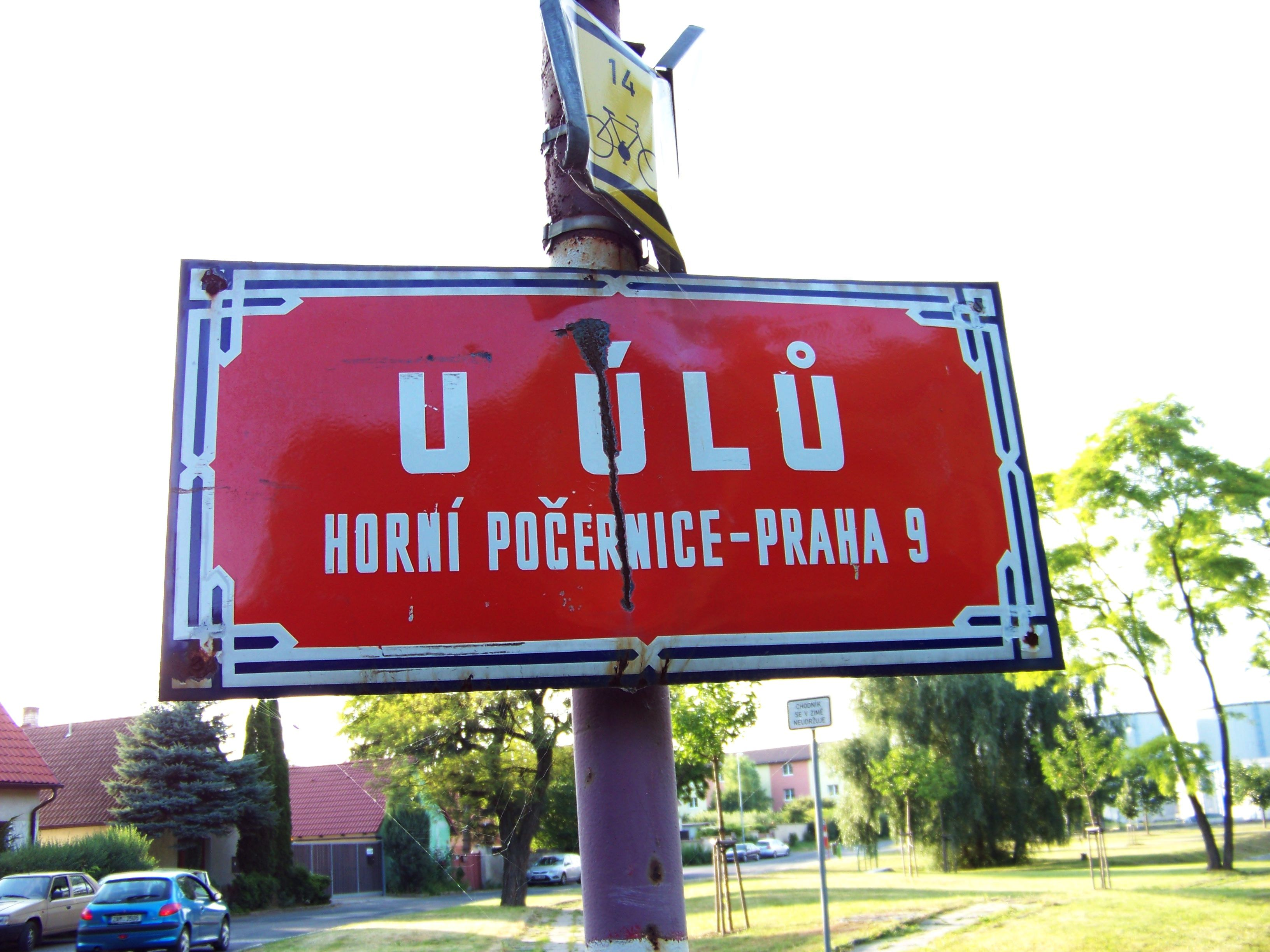
Označení ulice U úlů

- V biochemii je U symbol pro RNA bázi uracil a pro aminokyselinu selenocystein.
- V češtině je u předložka – viz heslo u ve Wikislovníku.
- Ve fyzice je u označení kvarku up.
  - U je značka elektrického napětí
- V chemii
  - U je značka uranu.
  - u je označení atomové hmotnostní jednotky.
- V informatice je U (1 U = 1,75 inch (palce) ≈ 44 mm) standardní jednotka výšky počítačové skříně (viz rack unit).
- V matematice je ∪ symbol sjednocení množin, ∩ je symbol průniku množin.
- Na registrační značce označuje U Ústecký kraj.
- Ve standardu Unicode označuje U+ následované hexadecimálním číslem konkrétní znak.
- Ve vojenství označuje předpona U- (následovaná číslem) německé ponorky z 2. světové války – viz U-boot.
- V biochemii např. ve tvaru U/l (jednotek na litr, anglicky: Unit per liter) jako jednotka enzymové aktivity.
- V dopravě v Německu a Rakousku označení stanic podzemní dráhy (z německého slova Unterbahn)
- Ve strojařství a stavebnictví označuje tvar ocelového nosného profilu ve tvaru „U“ – U